# Star Aviation
Star Aviation – algierskie linie lotnicze z siedzibą w Hassi Messaoud. Obsługują loty regionalne z głównej bazy na lotnisku Oued Irara.
Star Aviation są częścią RedMed Group, prywatnego przedsiębiorstwa logistycznego, obsługującego koncerny naftowe w rejonie Hassi Messaoud.

## Flota
Flota Star Aviation (stan na 2011 rok):
| Model              | Ilość | Zamówionych | Liczba pasażerów | Opis                  |
| ------------------ | ----- | ----------- | ---------------- | --------------------- |
| DHC-6 Twin Otter   | 2     | -           | 19               | Samolot regionalny    |
| Beechcraft 1900D   | 2     | -           | 19               | Samolot regionalny    |
| Cessna CitationJet | 1     | -           | 9                | regionalny, biznesowy |
| Razem:             | 5     |             |                  |                       |